# 西瓦古猿
西瓦古猿屬（學名：Sivapithecus）是一屬已滅絕的靈長目。西瓦古猿的化石遺骸可以追溯至1250-850萬年前的中新世，並於19世紀在印度及巴基斯坦的錫瓦利克山脈發現。其下的任何一個物種都有可能是現今猩猩的祖先。
早期亦称腊玛古猿、拉玛古猿（Ramapithecus）或布拉玛猿（Bramapithecus），分别得名自罗摩及梵天，并被认为是人类的远祖，但现在则认为是猩猩的远祖。另外还有一说认为腊玛古猿与西瓦古猿仅为雌雄之别，而如今腊玛古猿被则归并入西瓦古猿属。

## 物種
目前已發現了西瓦古猿的三個物種。印度西瓦古猿的化石介乎1250-1050萬年前。西瓦西瓦古猿生存於950-850萬年前。於1988年發現的第三個物種，是明顯較大的S. parvada，估計屬於1000萬年前。
於1982年，大衛·皮爾比姆（David Pilbeam）描述了一個西瓦古猿的大部份面部及顎骨。這個標本與現今猩猩的頭顱骨有很多相似的地方，支持了牠與猩猩近親的關係。

## 臘瑪古猿的興衰
錫瓦利克山脈的標本最初被指是臘瑪古猿，但現時很多學者都認為其實是西瓦古猿。臘瑪古猿現已不再被認為是人類的祖先。
臘瑪古猿的首個標本是於1932年在尼泊爾發現。其發現者指臘瑪古猿的顎骨比其他化石猿更像人類。於1960年代這個主張再次出現。當時相信人類祖先是由其他1500萬年前的猿分支出來。生物化學研究推翻了這個主張，並指猩猩祖先與黑猩猩、大猩猩及人類的共同祖先於較早時分裂。人類於約500萬年前與非洲的猿分離，並非1500萬或2500萬年前。
後來有更多完整的臘瑪古猿化石於1975年及1976年被發現，卻顯示並非想像中的像人類。牠開始更為像西瓦古猿，故較早的名字便用來命名這些化石。臘瑪古猿有可能就是雌性西瓦古猿，最起碼牠們肯定是同一屬的成員。另外牠們亦可能與黑猩猩、大猩猩及人類的共同祖先分隔。
1980年代初，大卫·皮尔彼姆等人类学家经过一系列研究，证明过去订立的腊玛古猿与西瓦古猿其实是同一个物种的雌雄个体，定名于1934年的“腊玛古猿”因晚于定于1910年的“西瓦古猿”而被撤销。

## 外部連結
- 西瓦古猿頭顱骨的相片